# مانشتدت
مانشتدت (به آلمانی: Mannstedt) یک شهر در آلمان است که در زومردا واقع شده‌است. مانشتدت ۳۹۴ نفر جمعیت دارد.